# Pacta conventa

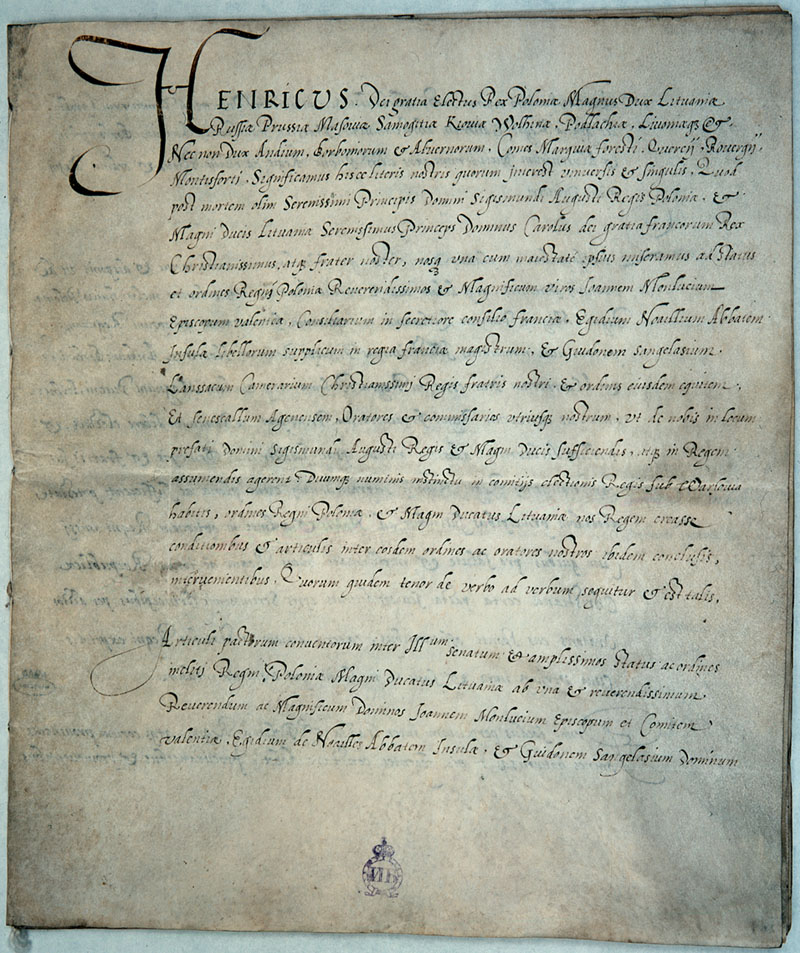
Pacta conventa Henryka Walezego

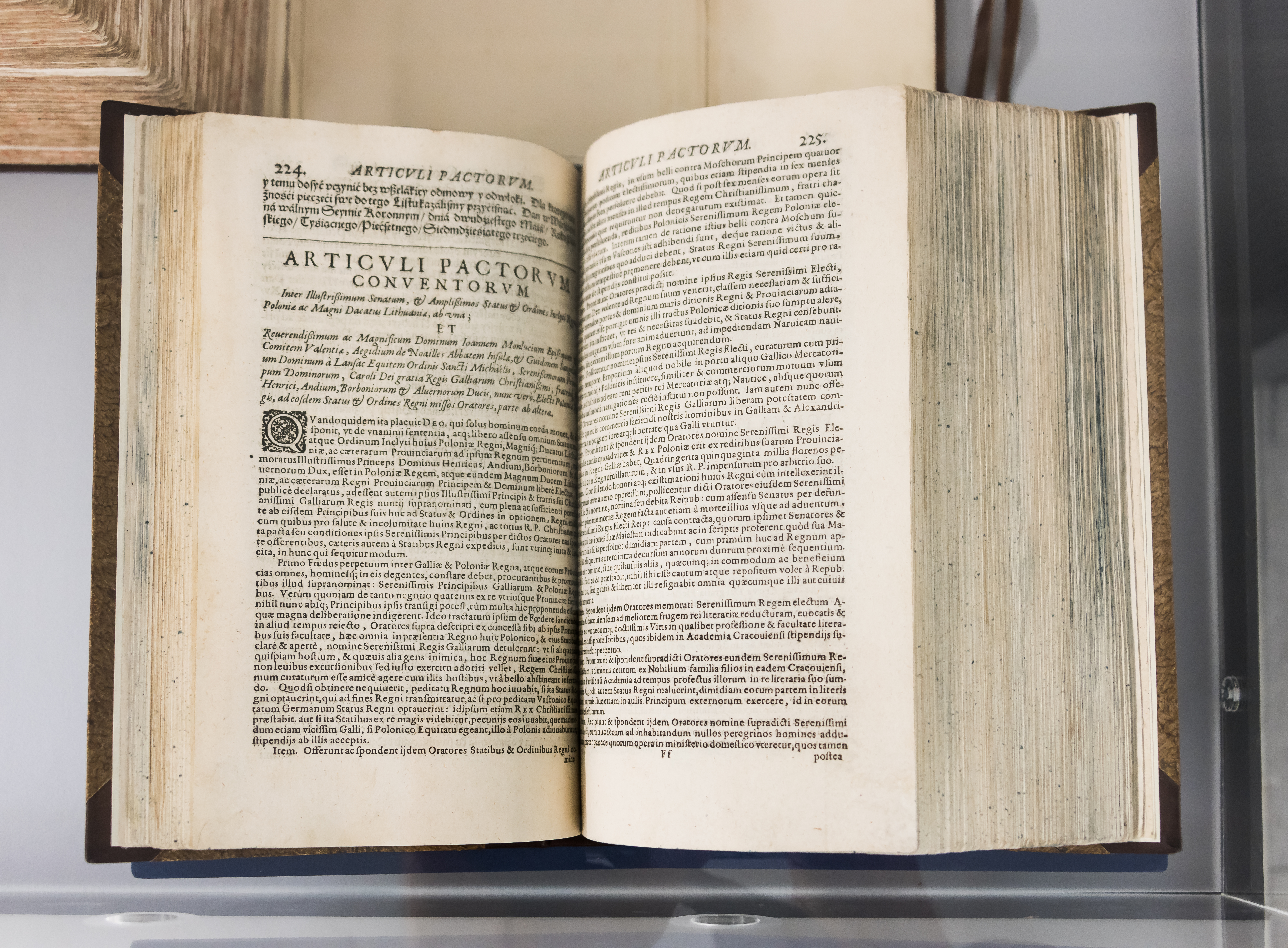
Pacta conventa w publikacji Statuta y Przywileie na Walnych Seymiech Koronnych od Roku Pańskiego 1550 aż do roku 1616 uchwalone (1616)

Pacta conventa (warunki uzgodnione, występuje także pisownia pakta konwenta) – umowa o charakterze publicznoprawnym podpisywana w czasie sejmu koronacyjnego przez każdego nowo wybranego w drodze wolnej elekcji króla. Umowy te redagowane były w czasie sejmu elekcyjnego przez reprezentantów izby poselskiej i senatu oraz przez reprezentantów kilku kandydatów na tron Rzeczypospolitej z osobna. W paktach konwentach znajdowały się osobiste zobowiązania króla. Ich treść odzwierciedlała program królewski w dziedzinie polityki, gospodarki i kultury.

## Historia
Zgodnie z postanowieniami pierwszych pactów conventów uchwalonych na polach między Zastowem i Grochowem oraz podpisanych w 1573 roku, król Henryk Walezy był zobowiązany do:
- kształcenia 100 polskich szlachciców we Francji na swój koszt,
- spłaty długów Zygmunta Augusta,
- utrzymywania przymierza polsko-francuskiego,
- sprowadzenia 4 tysięcy piechoty gaskońskiej przeciw Iwanowi Groźnemu,
- sprowadzenia uczonych z zagranicy do Akademii Krakowskiej,
- łożenia co roku na potrzeby Rzeczypospolitej 450 tysięcy złotych ze swoich własnych zasobów,
- wysłania na Bałtyk floty francuskiej,
- odbudowy floty polskiej,
- odrestaurowania Akademii Krakowskiej,

Zawarcie małżeństwa z Anną Jagiellonką, choć pierwotnie przewidywane, ostatecznie nie znalazło się w tekście umowy.
Wszyscy kolejni królowie podpisywali tekst, składający się zwykle z tekstu Artykułów henrykowskich, uzupełnionego o warunki dodatkowe, uzależniające władzę królewską od woli wyborców i przez to dodatkowo ją osłabiające.
| Kandydat na króla | Miejsce podpisania | Data podpisania     | Warunki szczególne | Wykonanie postanowień                           |
| ----------------- | ------------------ | ------------------- | --- | ----------------------------------------------- |
| Stefan Batory     | Meggesz            | 16 lutego 1576      | odbicie ziem zagarniętych przez Moskwę, wzmocnienie armii, ślub z Anną Jagiellonką, utrzymanie pokoju z Turcją, wypłacenie 200 tysięcy florenów na obronę kraju                                                                                           | częściowe, zgodnie z rozejmem w Jamie Zapolskim |
| Zygmunt III Waza  | Oliwa              | 7 października 1587 | Przyłączenie Estonii do Rzeczypospolitej (Zygmunt wynegocjował usunięcie tego warunku), sojusz polsko-szwedzki, stworzenie floty na Bałtyku, budowa 5 zamków na pograniczu, umorzenie długów w Szwecji, gwarancja pokoju religijnego                      |                                                 |
| Władysław IV Waza | Kraków             | 14 listopada 1632   | utworzenie floty, budowy czterech zamków, fortyfikacji zamku w Kamieńcu oraz stworzenie nowoczesnego zaplecza wojskowego, uspokojenie nieporozumień pomiędzy dyzunitami i unitami, zapobiegnięcie wojnie ze Szwecją i Rosją, stworzenie szkoły rycerskiej |                                                 |

W myśl Konstytucji 3 maja z 1791 roku pacta conventa pozostały w mocy.